# 雅尼 (默尔特-摩泽尔省)
雅尼（法語：Jarny，法語發音：[ʒaʁni]）是法国默尔特-摩泽尔省的一个市镇，属于布里埃区。

## 地理
雅尼（49°9'32"N, 5°52'38"E）面积15.6 平方千米，位于法国大東部大區默尔特-摩泽尔省，该省份为法国东北部内陆省份，是洛林的一部分，北邻比利时、卢森堡，北起顺时针与摩泽尔省、下莱茵省、孚日省和默兹省接壤。
与雅尼接壤的市镇（或旧市镇、城区）包括：布兰维尔、布吕维尔、孔夫朗昂雅尼西、栋库尔莱孔夫朗、弗里欧维尔、日罗蒙、拉布里、伊龙河畔维尔。

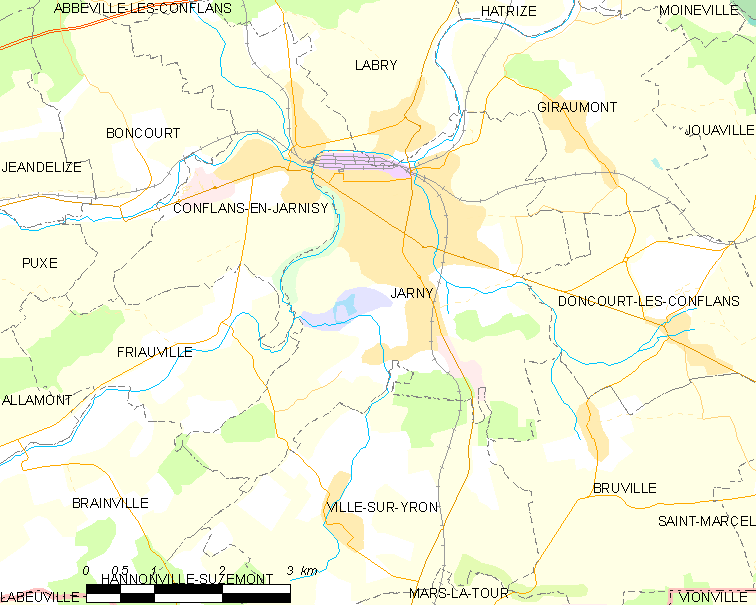
的OSM定位图

雅尼的时区为UTC+01:00、UTC+02:00（夏令时）。

## 行政
雅尼的邮政编码为54800，INSEE市镇编码为54273。

## 政治
雅尼所属的省级选区为雅尼县。

## 人口

1962-2008年间人口变化图示

雅尼于2022年1月1日时的人口数量为8090人。